# Forte do Bom Sucesso
O Forte do Bom Sucesso, também referido como Bateria do Bom Sucesso, localiza-se na atual Praça do Império, junto à Torre de Belém, freguesia de Belém, Município e Distrito de Lisboa, em Portugal.

## História
Foi iniciado em 1780, entre as praias do Bom Sucesso e Pedrouços, na margem direita do rio Tejo, para complemento da linha defensiva de Belém, sob a direção do general Guilherme de Vallerée, tendo sido concluído em 1782.
No contexto da Guerra Peninsular terá sido erguida a residência do governador da fortificação, no perímetro do baluarte, também às expensas da Coroa portuguesa, de acordo com inscrição epigráfica sobre uma das portas de entrada, que reza:
"(...) A REAL / CROA PARA PATRIMO / NIO DA FORTALEZA / DO BOM ÇOCEÇO / ANNO DE 1802"
O forte sofreu extensas obras de modernização entre 1870 e 1874, quando recebeu duas peças de artilharia Krupp L/12 de 280mm, em torre, passando a integrar a defesa constituída pelo Campo Entrincheirado de Lisboa. Posteriormente a sua defesa foi reforçada com mais duas peças Schneider de 120mm.
Na primeira década do século XX, as peças Krupp foram substituídas por mais três peças Schneider de 120mm.
Quando da revolta de 18 de Abril de 1925, decretado o estado de sítio, Jaime Baptista, evadido da Fortaleza de São Julião da Barra, assaltou o Forte do Bom Sucesso.
Na década de 1950 encontrava-se guarnecido pela 4.ª Bateria do Regimento de Artilharia de Costa do Exército Português.
Na atualidade, a partir de 1994, as dependências do antigo forte passaram a integrar o Monumento aos Combatentes do Ultramar.
Requalificado como espaço museológico, administrado pela Liga dos Combatentes, apresenta como exposição permanente a mostra "O Combatente Português". Ao ar livre encontram-se três espaços com equipamento relativo aos diversos ramos das Forças Armadas. O museu conta ainda com zonas de convívio, salas de conferência e de projecções, e bar.

## Características
O forte apresenta planta poligonal. A sua bateria ligava-se à parede oeste do baluarte da Torre de Belém através de um corredor muralhado.
A residência do governador apresenta planta retangular. A sua fachada principal é dividida em três panos, marcados por duas pilastras adossadas, dois registos e águas furtadas. Ao centro, no piso inferior, abre-se um grande arco que, através de um túnel, permitia a passagem para a praia do Bom Sucesso, passagem atualmente entaipada. Do seu lado esquerdo foram rasgadas duas janelas de peito; do direito, duas portas. No piso superior abrem-se seis janelas de sacada, duas em cada pano, com varandim de ferro. Ao nível das águas furtadas, existem seis mezzaninos. A fachada posterior é, em tudo, semelhante à principal.

## Curiosidades
- Humberto Delgado, que ficaria conhecido como "o general sem medo", comandou o Regimento de Artilharia de Costa em 1951.
- O compositor Raúl Ferrão, depois de vir de África, foi comandante do Forte do Bom Sucesso.

## Galeria

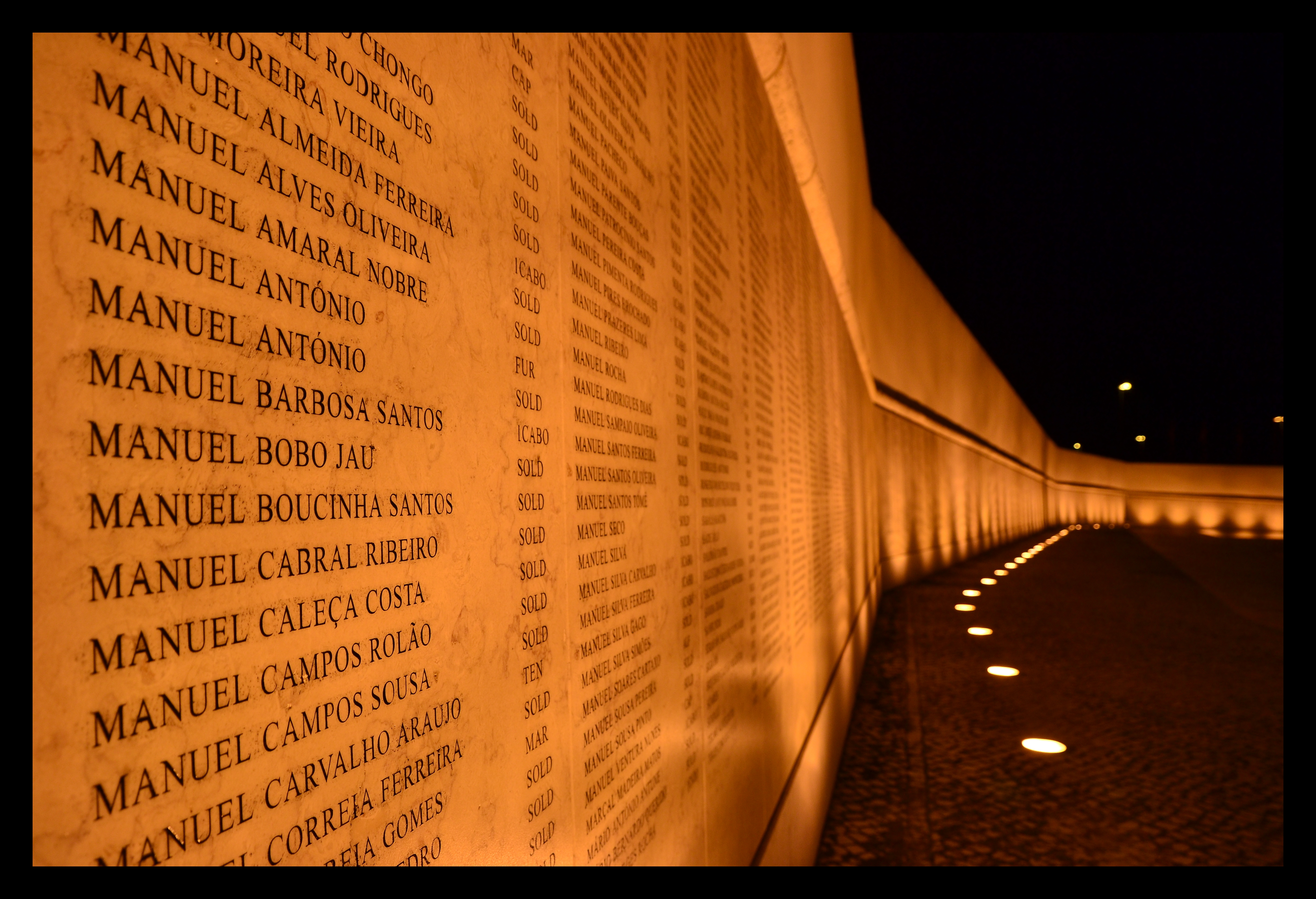
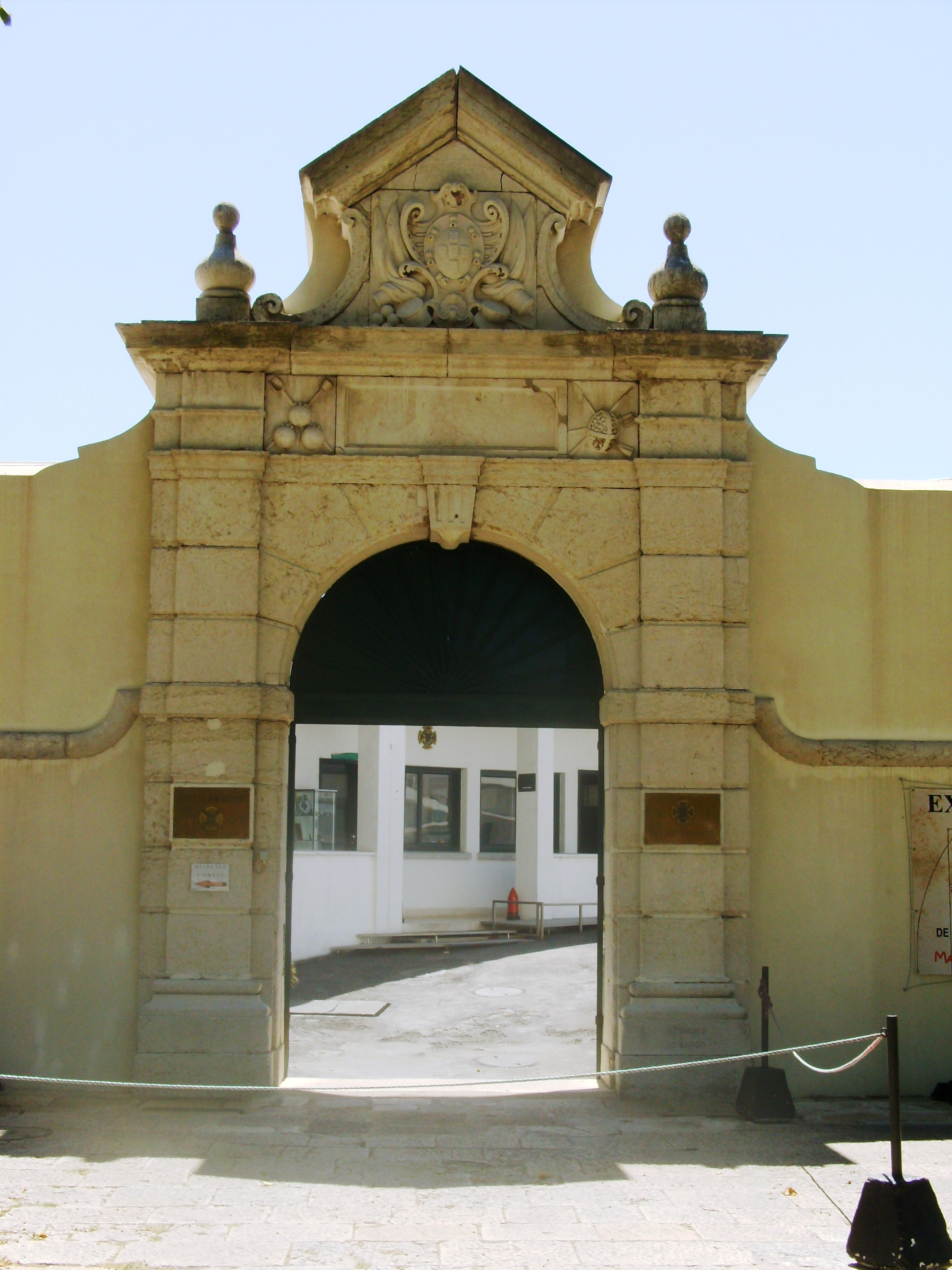
Portão de Armas
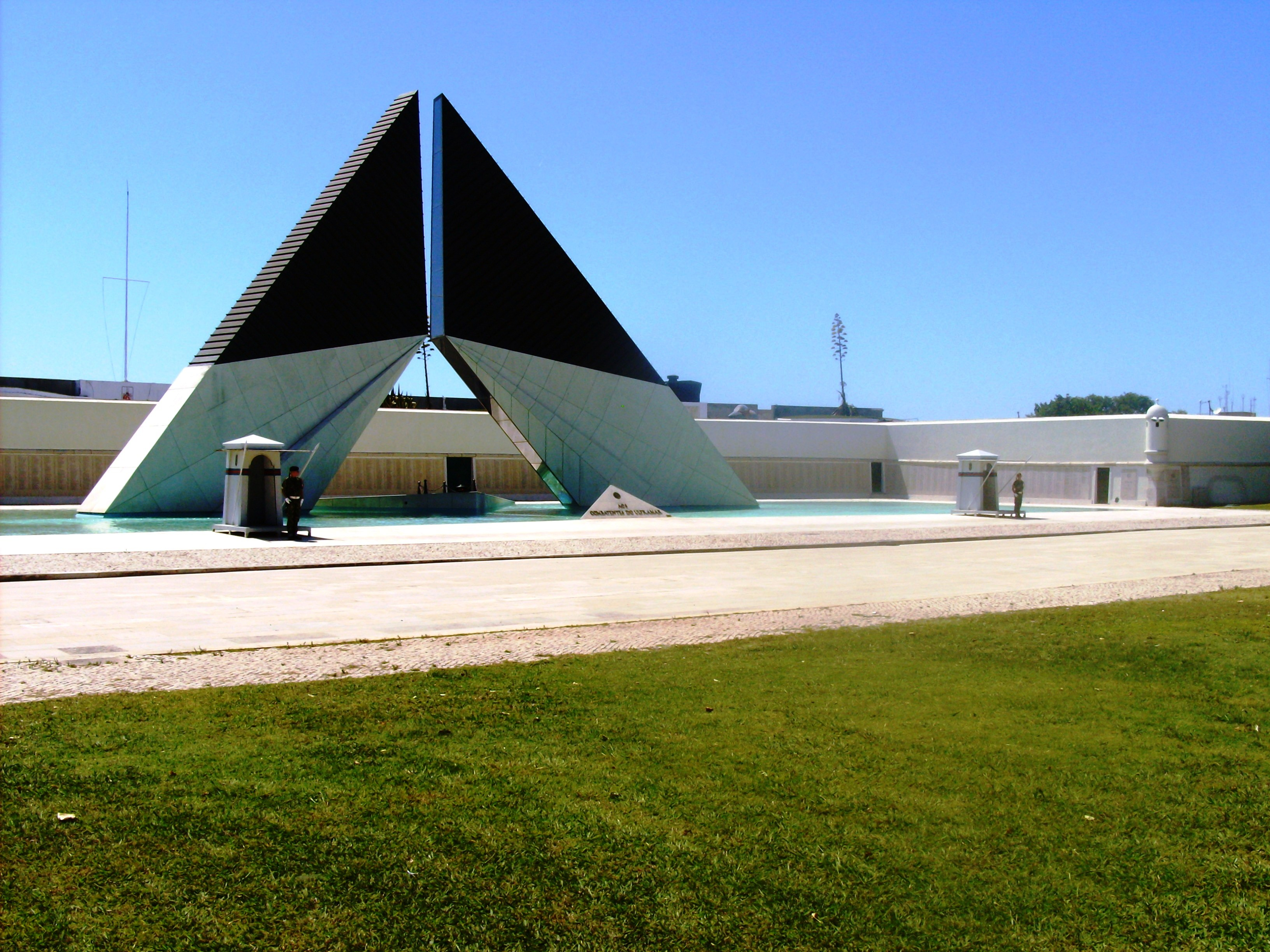
Monumento aos Mortos
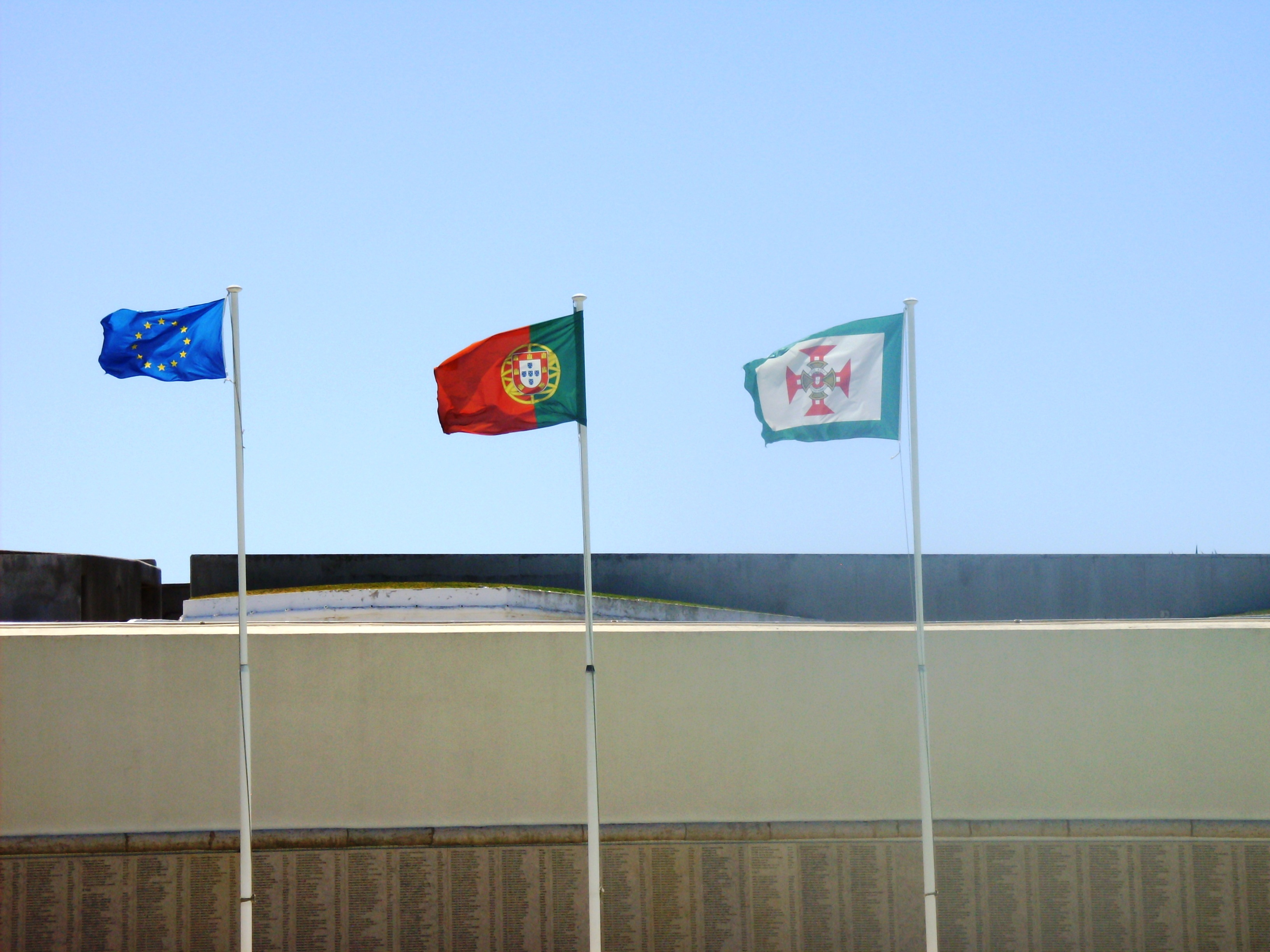
Bandeiras
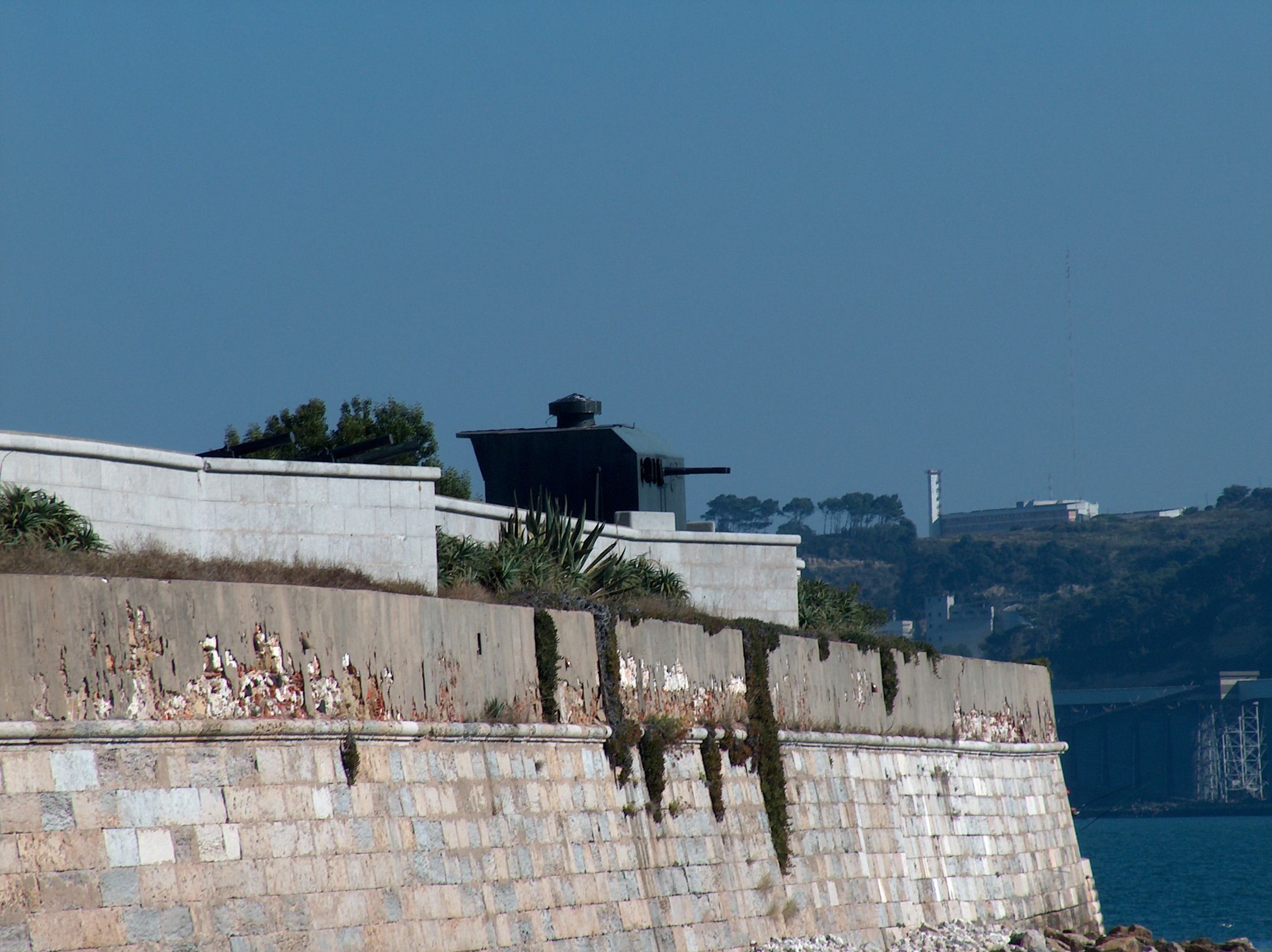
Muralha e bateria sobre o Tejo